# Tasak artyleryjski model 1832

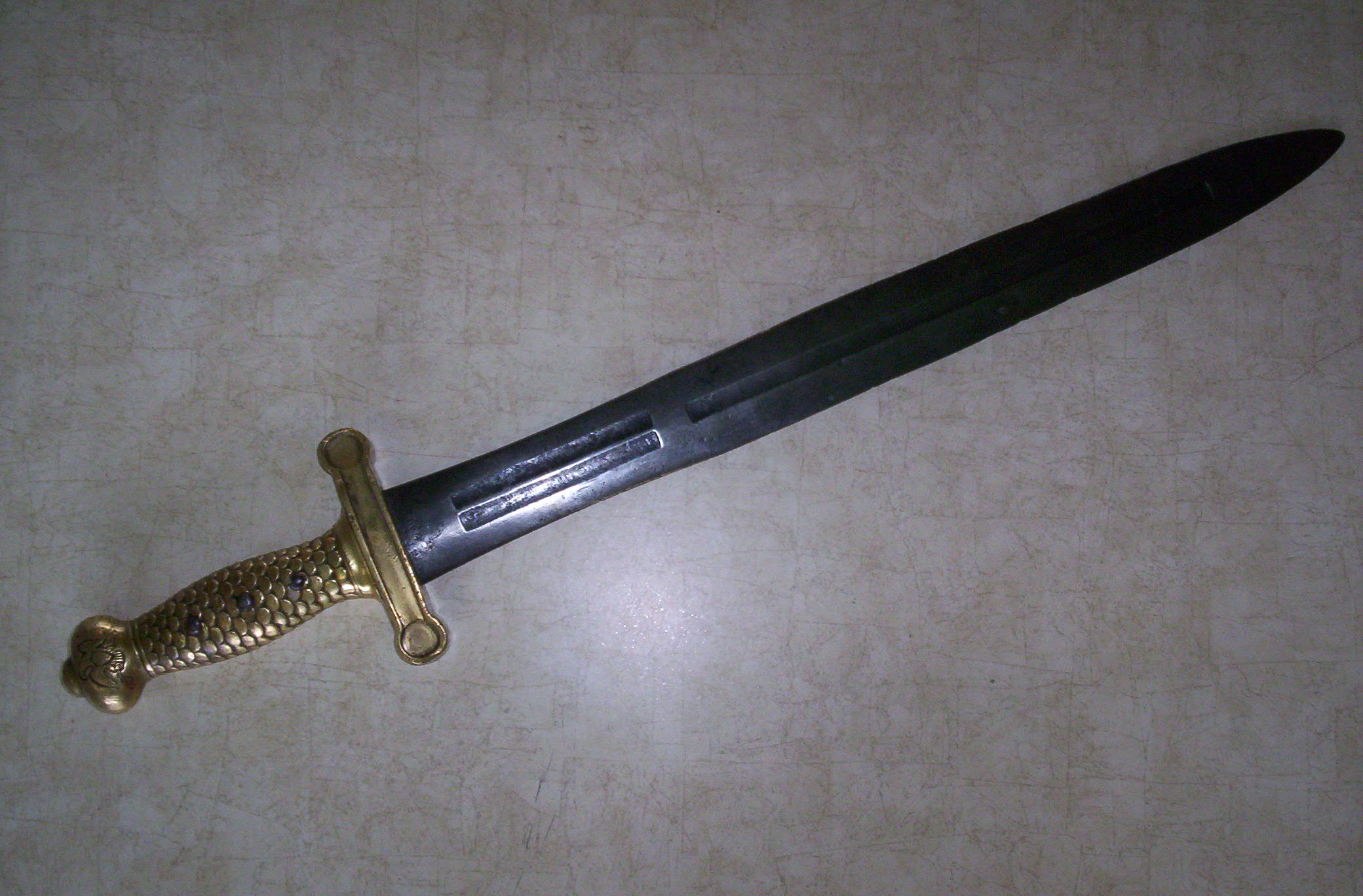

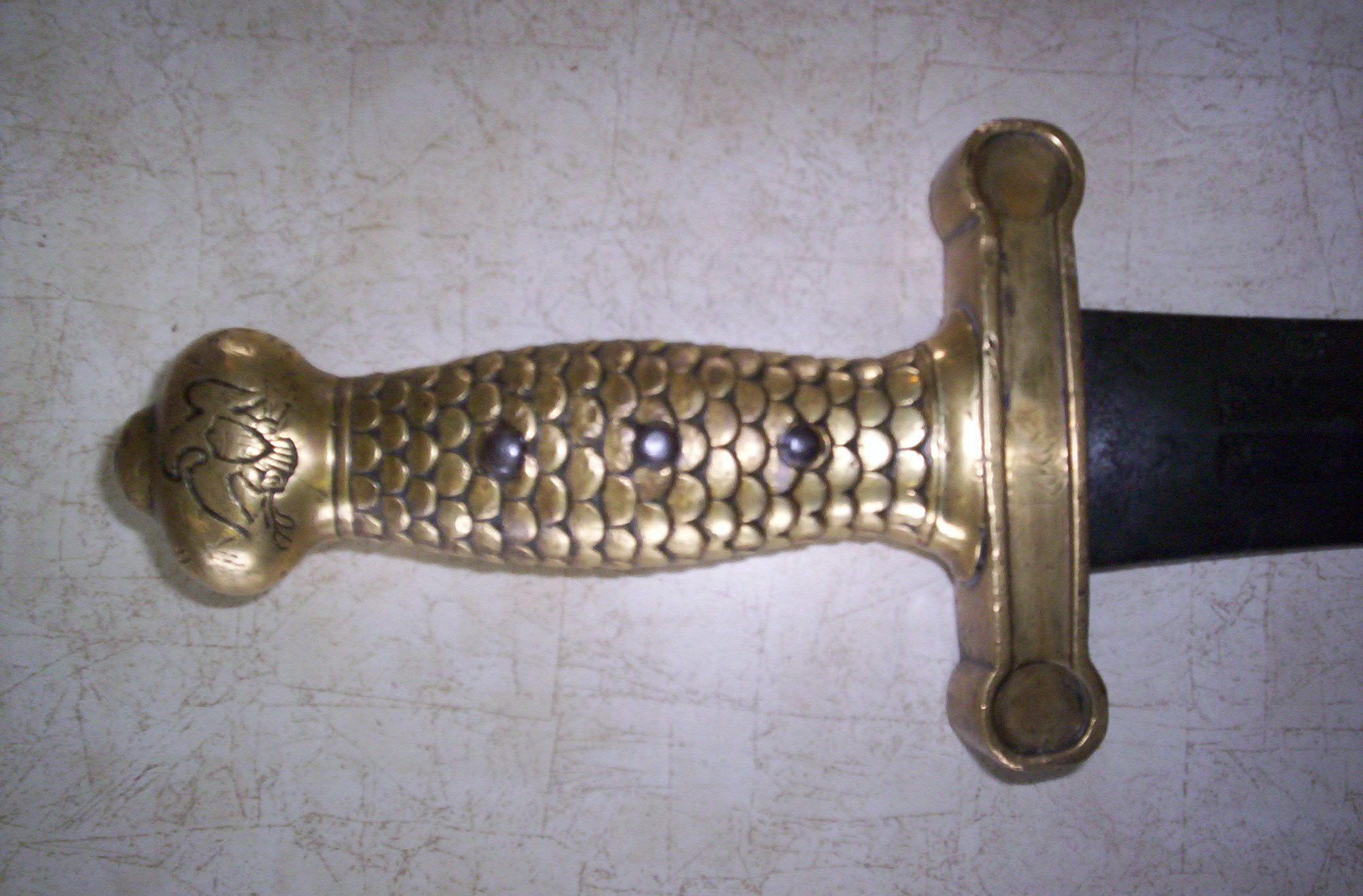
Zbliżenie na rękojeść.

Tasak artyleryjski model 1832 (ang. Model 1832 foot artillery sword) – amerykański wojskowy tasak artyleryjski.

## Budowa i historia
Długość całkowita tasaka wynosiła 64 centymetry – rękojeść, wykonana z brązu o długości 15 cm, jelec o długości 10 cm oraz ostrze o długości 48 cm. Był to pierwszy model przyjęty na wyposażenie armii amerykańskiej. Jego bezpośrednim pierwowzorem był francuski tasak artyleryjski z 1816 roku, który z kolei był w pewnym stopniu wzorowany rzymskim gladiusie. Początkowo wytwarzany w Springfield.